# Djérem (Fluss)
Der Djérem oder Djerem ist ein Fluss in Kamerun.

## Verlauf
Er entspringt in mehreren Quellflüssen im Hochland von Adamaua, nahe der Stadt Meiganga. Er fließt in überwiegend südwestlicher Richtung bis bei Tibati in den Lac de Mbakaou mündet. Dort wendet er sich nach Südsüdosten und bildet nordwestlich von Deng-Deng zusammen mit dem Lom den Sanaga. Der Fluss fließt durch den Mbam-Djerem-Nationalpark.

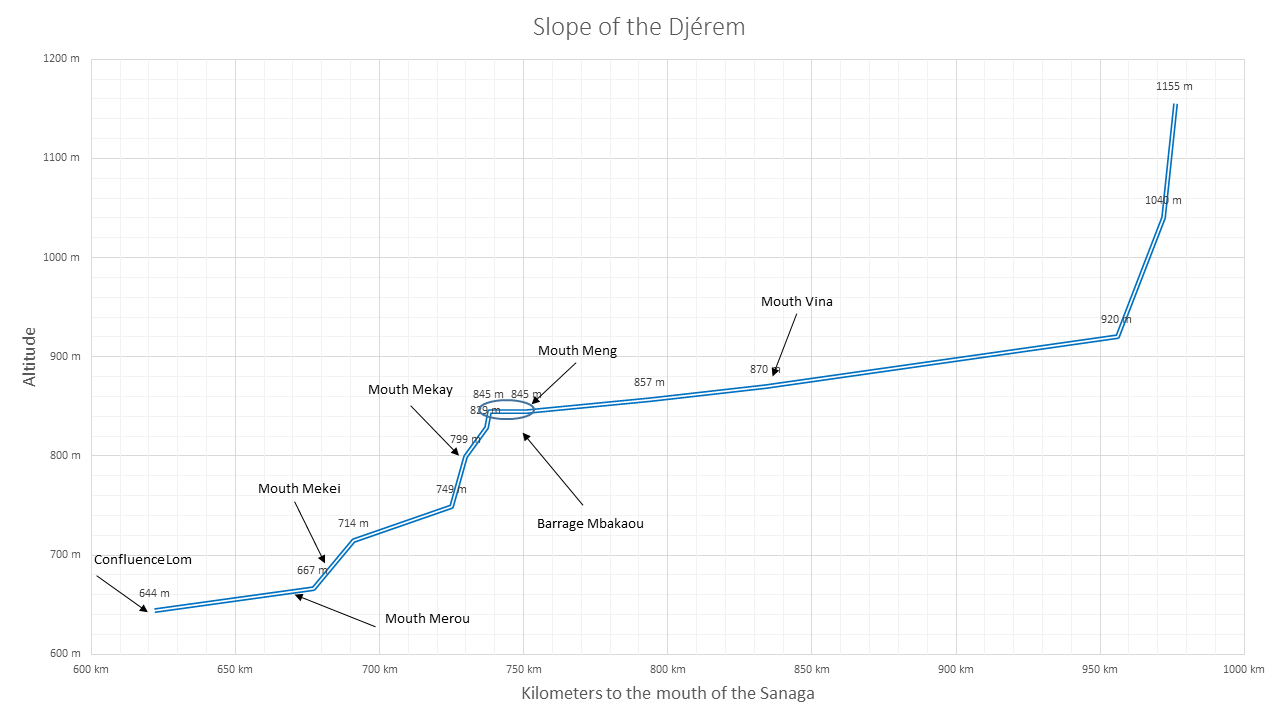
Grafische Darstellung des Sohlengefälles des Djérem

## Stauseen
Bei Tibati ist der Djérem zum Lac de Mbakaou, einem künstlichen Speichersee, aufgestaut. Die am Staukraftwerk verfügbare Energie wird allerdings nicht zur Stromerzeugung genutzt. Der nationale Energieerzeuger Eneo (ehemals AES Sonel) verwendet das Reservoir, neben dem Bamendjing, dem Mapé und weiteren kleineren, zur Wassermengenregulierung des Sanaga. Dadurch werden Schwankungen, zugunsten der stromerzeugenden Staudämme Song Loulou und Édéa nahe der Hauptstadt Yaoundé, optimiert.

## Hydrometrie
Die Durchflussmenge des Flusses wurde am Mbakaou-Reservoir, bei etwa 2/3 des Einzugsgebiets, in m³/s gemessen.
Dabei wirkt sich der Bau des Lac de Mbakaou stark auf das Abflussverhalten aus. Im nachfolgenden Diagramm ist der Abfluss vor und nach dem Bau des Reservoirs dargestellt.